# コンビニTV TKOのおきて
『コンビニTV TKOのおきて』は、1999年4月から2000年9月までKBS京都テレビで放送されていたバラエティ番組である。

## 概要
週5日間の帯で放送されていた深夜番組で、お笑いコンビのTKOがメインを務めていた。彼らにとってはこれが初の冠番組となった。
番組初期においては、当時一般にも浸透しはじめたばかりのインターネットを利用した「ツーウェイコミュニケーション」を謳い文句にしていた。その当時は視聴者からメールを募集し、それらを基にした企画を行うことが多かったが、次第にロケ企画が中心になっていった。
レギュラー放送終了から10年後の2011年9月10日、24:00 （9月11日 0:00）から2時間にわたって復活特番『帰ってきたTKOのおきて 「一夜限りの完全復活スペシャル2時間生放送!」』がKBS京都開局60周年記念特番として放送された。同特番は、レギュラー番組時代の出演者たちのエピソードと過去の映像、コーナーなどを中心にした内容で放送された。

## 放送時間
- 月曜 - 金曜 23:30 - 24:00
- この番組は、前日の深夜に放送した内容を翌日に再放送していた。当初は翌日の8:00 - 8:30に再放送を行っていたが、後に翌日の17:00 - 17:30に行うようになった。

## 出演者
- 木本武宏（TKO）
- 木下隆行（TKO）
- 中馬めぐみ - 『一夜限りの完全復活スペシャル2時間生放送!』で放送された第1回目のVTRではぼかし処理を施されていた。
  - 以上の3名は、番組開始から1年あたりまではコーナーとコーナーとの間にコメントを入れたり、視聴者からの質問に答えたりと番組の進行役を務めていた。その際にはブルーバックにCGを入れて顔だけを出し、顔の下には人形を付けた状態で出演していた。TKOは視聴者から寄せられた「電波少年のパクリですよね?」という質問に対し、「はい、パクリです」と答えていた。
- 横山たかし（横山たかし・ひろし）
- 藤井日菜子
- 柳原哲也（アメリカザリガニ）
- 平井善之（アメリカザリガニ）
- 安田裕己（安田と竹内、現・団長安田）
- 竹内宣和（安田と竹内、現・タケウチパンダ）
- 片山淳子
- 鴻野潔（現・こうのきよし）

## コーナー
炎のジェンガ
TKOとゲスト（KBSアナウンサーや松竹芸能の若手芸人が中心）がジェンガで対決するコーナーで、抜いたジェンガに書かれている食材をミキサーにかけていた。敗者には、この食材を使った特製ミックスジュースを飲むという罰ゲームが待っていた。
恋の観覧車
番組に応募してきた一般人の男女を観覧車に乗せ、1周するまでの間にカップル成立となるかどうかを検証していたコーナー。
おきて旅行社
鴻野潔扮するバスガイドがTKOを連れ、京都市内の観光地などを旅する。なお、鴻野が番組内で女装キャラという設定になっていたのは、このコーナーが元だったと『一夜限りの完全復活スペシャル2時間生放送!』内で語られている。
オキテレンジャー
TKOと横山たかしが正義の味方になり、悩みを解決する。
まじおき
TKOと藤井日菜子があらゆる体験をするチャレンジ企画コーナー。ちなみにチャレンジ企画は、後継番組の『らくらぶ。』でTKOが担当した『TKOのまじ!』でも行われていた。
TKO vs アメリカザリガニ
上記2組が死闘を繰り広げる対決企画。
TKOのおきてF
一週間のコーナーをまとめて放送。
藤井日菜子の婚活のオキテ
『一夜限りの完全復活スペシャル2時間生放送!』で放送。
ほか